# Iuwelot
Iuwelot o Iuwlot va ser un Summe sacerdot d'Amon de Tebes i comandant militar durant la dinastia XXII. Va exercir durant el regnat dels faraons Osorkon I (regnat 922–887 aC) i Takelot I (regnat 885–872 aC).

## Biografia
Era fill d'Osorkon I i, per tant, era també el germà de Xoixenq, predecessor seu com a Summe sacerdot, i d'Esmendes III, el seu successor. També era germà del rei Takelot I.
| Z7 · E9 | V4 | G1 | D21 · N36 · V13 | Z1 |

| Z7 · E9 | V4 | G1 | D21 · N36 · V13 | Z1 |

La primera menció del seu nom es troba a l'anomenada Stèle de l'apanage, gràcies a la qual se sap que Iuwelot era jove l'any 10 del regnat d'Osorkon I. El seu nom apareix més tard com a Summe Sacerdot d'Amon en un text del nivell del Nil a Karnak (núm. 16), que data de l'any 5 d'un faraó desconegut. L'egiptòleg escocès Kenneth Kitchen va argumentar que aquest rei no podia ser Osorkon I, ja que implicaria que Iuwelot ja era Summe sacerdot i comandant de l'exèrcit del Sud molt d'hora; Kitchen va pensar que era molt més probable que el faraó sense nom fos Takelot I i, per tant, que Iuwelot devia de tenir uns 40 anys quan va rebre aquests títols. A la Stèle de l'apanage s'informa que el límit nord de la seva jurisdicció com a comandant militar era la província d'Assiut.
El nom d'Iuwelot també apareix en altres dos textos del nivell del Nil (núm. 20 i 21), però el nom i l'any de regnat del rei en qüestió es van ometre deliberadament, tot i que només podria haver tornat a ser Takelot I. Aquesta pràctica, que va ser continuada pel germà i successor d'Iuwelot, Esmendes III, podria suggerir l'existència d'una mena de disputa a l'Alt Egipte en la successió d'Osorkon I, a causa de la qual els dos sacerdots potser no haurien tingut l'oportunitat de prendre partit a favor del seu germà.
Esmendes III el va succeir cap a mitjans del regnat de Takelot.

### Família

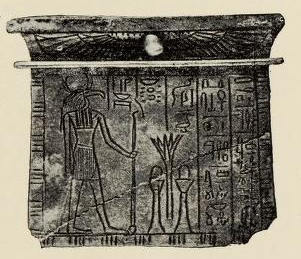
Pectoral d'Uasakawasa conservat al Museu Petrie de Londres.

A més dels germans esmentats, es coneixen altres familiars d'Iuwelot.
A la seva estela funerària tebana (Museu Britànic 1224) se'l representa amb la seva dona Tadenitenbast, on se l'anomena "germana", tots dos adorant Ra-Horakhti. El seu fill Uasakawasa és conegut per un pectoral d'electre dedicat a Thot, Senyor d'Hermòpolis (Museu Petrie UC13124), tot i que mai es va convertir en Summe sacerdot com ho va ser el seu pare. També es coneix una filla d'Iuwelot, Djed-ese-es-ankh, i un altre fill, Khamueset, que apareix esmentat a la Stèle de l'apanage com el beneficiari de les possessions tebanes del seu pare.